# 上海总商会旧址
上海总商会旧址，是上海市文物保护单位之一，位于中国上海市静安区北蘇州路470號。上海商務公所在1911年得到出使大臣行辕地皮，用作辦公地址。1912年2月，上海商務公所與上海商務總會決定合拼，成立上海總商會。总商会在商務公所原會址興建議事廳大樓，1916年初竣工，又在議事廳大樓旁边興建商品陳列所大樓，1920年落成。1958年4月，商會議事廳大樓开始改用作工業用途，旧址此后受到不同程度的毁坏。2010年前後，總商會舊址位處的地塊由地產商華僑城集團競得，集團決定把舊址改建為酒店餐廳。因此，舊址在2010年開始進行修繕工作，并已成为上海宝格丽酒店的一部分。

## 历史

### 兴建过程
清朝末年、民国初年的上海有两个独立存在的商会组织，分别名为上海商务公所与上海商务总会。上海商务总会早就打算购买出使大臣行辕地皮，用作会址，不过碍于地价昂贵、资金不足而停留在磋商阶段。上海商务公所在清朝末年曾经资助反清革命党人陈其美，他后来成为沪军都督府（上海最高行政机关）首领；1911年，为了报答商务公所当年的资助，沪军都督府把出使大臣行辕地皮划为公所的办公地址，等同把地皮赠与公所。
1912年2月，上海商务公所与上海商务总会决定合拼，成立上海总商会；同年9月，总商会成员开始讨论建立会址事宜，决定在商务公所原会址（现为北苏州路470号）兴建议事厅大楼。工程共花费白银约十万余两，建筑设计由著名建筑事务所通和洋行负责。

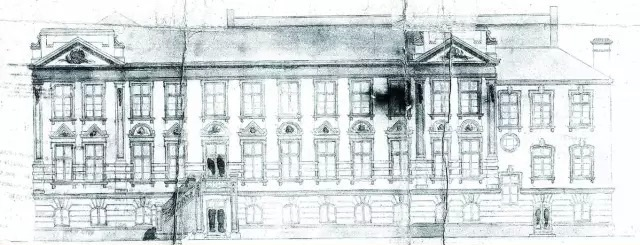
大楼设计图纸，由通和洋行人员绘制

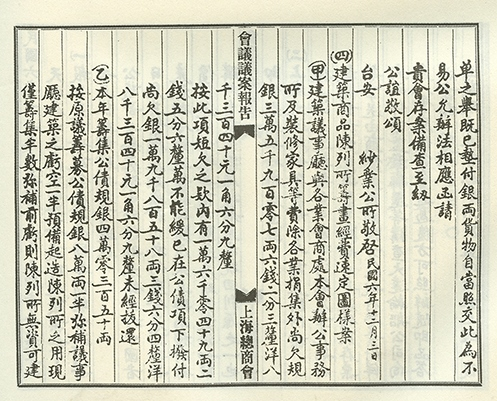
上海总商会会议议案报告，当中提到议事厅大楼建筑经费不足的困难

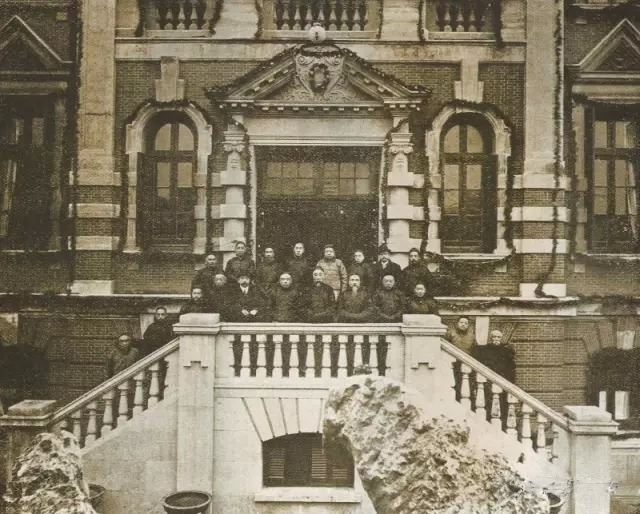
议事厅大楼落成纪念照（1916年）

议事厅大楼主要是由工商业集资捐款而建。总商会在1913年2月得到约6250两白银的民间捐款，出售约2680元的国库券，并向业界募集到约19000万两白银的捐款。1913年2月18日下午2时，上海总商会议事厅大楼动工，并再次向业界募集到20000多两白银的捐款。1914年9月，总商会为筹募大楼建筑经费而召开会员大会，议决如下：向已表示愿意捐款而未捐的会员进行催款，向尚未捐款的会员进行劝募，并先由总商会借垫不足款项。1914年11月，大楼已经快要落成，但总商会的经费仍然不足以支付一大部分的工程费用；总商会于是在该会协理朱葆三的提议下出售零息票债券，分五年偿还，又在入会费上再额外收费，收取的这部分款项与原有会费分开管理。1915年，上海公共租界工部局要求总商会为议事厅大楼缴纳每月1000银两的房地产税，因总商会反对而未果。大楼最终在1916年初竣工。
大楼即将建成前，上海总商会高层又计划兴建一座商品陈列所，供消费者透过参观展览来认识市场上的商品。1915年10月，总商会成立独立部门“陈列股”，负责筹划陈列所兴建事宜；陈列股议定多项章程，决定把商品陈列所选址定于议事厅大楼的北面附近，并向全国募集展览用商品。商品陈列所大楼在1919年春开始兴建，工程一年后落成，动用68143银两；1921年11月1日，商品陈列所举行开幕典礼，500多名来宾出席，包括瑞士、比利时、瑞典、日本多国领事及美国商务参赞，以及政界、报界人士，其中马相伯在典礼上发表了提倡国货的演说。
另外，1920年前后，总商会主楼（议事厅大楼与陈列所大楼）前方加建了一座门楼（门形状的大型建筑），作为主楼建筑的主入口。

### 建筑用途与历史角色
上海总商会大楼曾是知名工商界人士聚会的场所，见证当地民族工商业的发展，被形容为上海的工商业摇篮。議事廳大樓是商会的办公场所，为工商界人士提供办公地方，当中包括多名具影响力人物，例如盛丕华（后为中華人民共和國上海市首任副市长）、荣毅仁（后为中華人民共和國副主席）、黄炎培、陈叔通、刘靖基等；总商会也会向商号或民间团体借出議事廳大樓的空间，以供进行商业会议。商品陈列所大樓开放公众免费参观，用作向公众人士展览和销售各种国货，常年陈列34400多件来自全国各地的展品，并会举办非常设展览会；此外，这座大楼还曾作商业夜校的用途，是中国史上第一所商业夜校。
除了工商业外，上海总商会大楼也与政治事件有所关联。1924年江浙战争后，上海总商会大楼裡举行了“处置江浙战争善后会议”。1925年五卅惨案后，群众组织抗议游行，游行队伍从总商会大楼出发。1929年4月24日，上海国民救国会与上海商民协会煽动一群流氓到总商会议事厅捣乱，强行砸开大门，劫走财产和文件，随意殴打商会人员，造成四人受伤，史称沪总商会风潮。1932年一二八事变爆发后，上海市商会社会童子军团（商业夜校学生组织）派员组成战地服务团，赴前线为國民革命軍第十九路軍担任辅助工作，其中四人身亡，民众在商会大楼内设立“抗战童子军四烈士纪念碑”以表纪念。1937年7月19日（淞沪会战前一个月），王晓籁、胡西园、顾馨一、杜月笙等一众上海政商界人士在商会大楼内召开会议，成立抗日组织“上海市各界抗敌后援会”。到抗日战争期间，工商界亦多次在商会大楼筹办爱国运动。1950年朝鲜战争爆发，商会大楼裡举行了捐献飞机大炮运动，亦有“抗美援朝”示威队伍从商会大楼出发游行。
上海总商会在1930年改组为上海市商会。后来，商会改为上海市工商业联合会，商会大楼仍然沿用下来，但改称作上海市工商业联合会会所（简称上海工商联会所）。

### 用途转变与文物保护
1950年代末期，上海工商界人士分批到社会主义学院接受政治教育，而上海工商业联合会的部分机关干部、各个同业公会的干部被下放到人民公社。1958年4月，为了支援国家工业发展，政府把商会议事厅大楼调拨给军工、电子工业企业，用作工业生产和研究，联合会会址则迁至江西中路406号。此后，议事厅大楼先后被上海电子管厂、联合灯泡厂、上海市电子元件研究所使用；工业用途并非大楼原先设计的功能，对大楼造成较大损坏，建筑结构也为了配合工业生产的缘故而出现大规模改变。到了1999年，电子元件研究所进行企业改革，原有房产与土地划入上海仪电；此后，商会议事厅大楼成为空置建筑。
1999年，上海总商会旧址的主楼部分（議事廳大樓與陳列所大樓）列为上海市第三批优秀历史建筑，而主楼和门楼均列入上海市登记不可移动文物。但是，总商会大楼过去曾被数家企业轮流使用，因此出现复杂的产权关系，引发房屋权属问题。而且，由于总商会旧址规模颇大，文物修复成本将会非常巨大；这导致旧址受到长期闲置，一直有铁门封闭、保安看守，禁止公众入内。
总商会大楼在2005年由一家国有企业所拥有，本来打算转让予中国艺术家陈逸飞，但因为一些变故而未果，拥有者继而决定把旧址以拍卖方式公开转让。2005年9月23日，旧址在上海良友饭店举行的公开拍卖会上被拍卖，起拍价为1亿人民币。旧址的历史地位对买家具有吸引力，瑞士投资银行等多家企业此前曾表示高度感兴趣，也有不少人参与拍卖会；但是，由于拍卖时间仓促、旧址存在产权问题、建筑改动受文物保护部门掣肘，加上起拍价格较高，拍卖会首五分钟一直无人举牌应价，最终流标。
2006年，十一名上海市政协委员——苏霖（领衔）、段祺华、刘幸偕、陈志龙、陈荣、周跃进、施有毅、魏中浩、朱政平、王岳祥、钱建蓉——联名表示，上海总商会旧址从来属于工商界，应该“完璧归赵”地还给上海工商业联合会，并改建为上海商会博物馆，用以向公众人士展示上海工商业和商会的发展历史，让旧址回复本来的功能。不过，这个倡议最终没有落实。

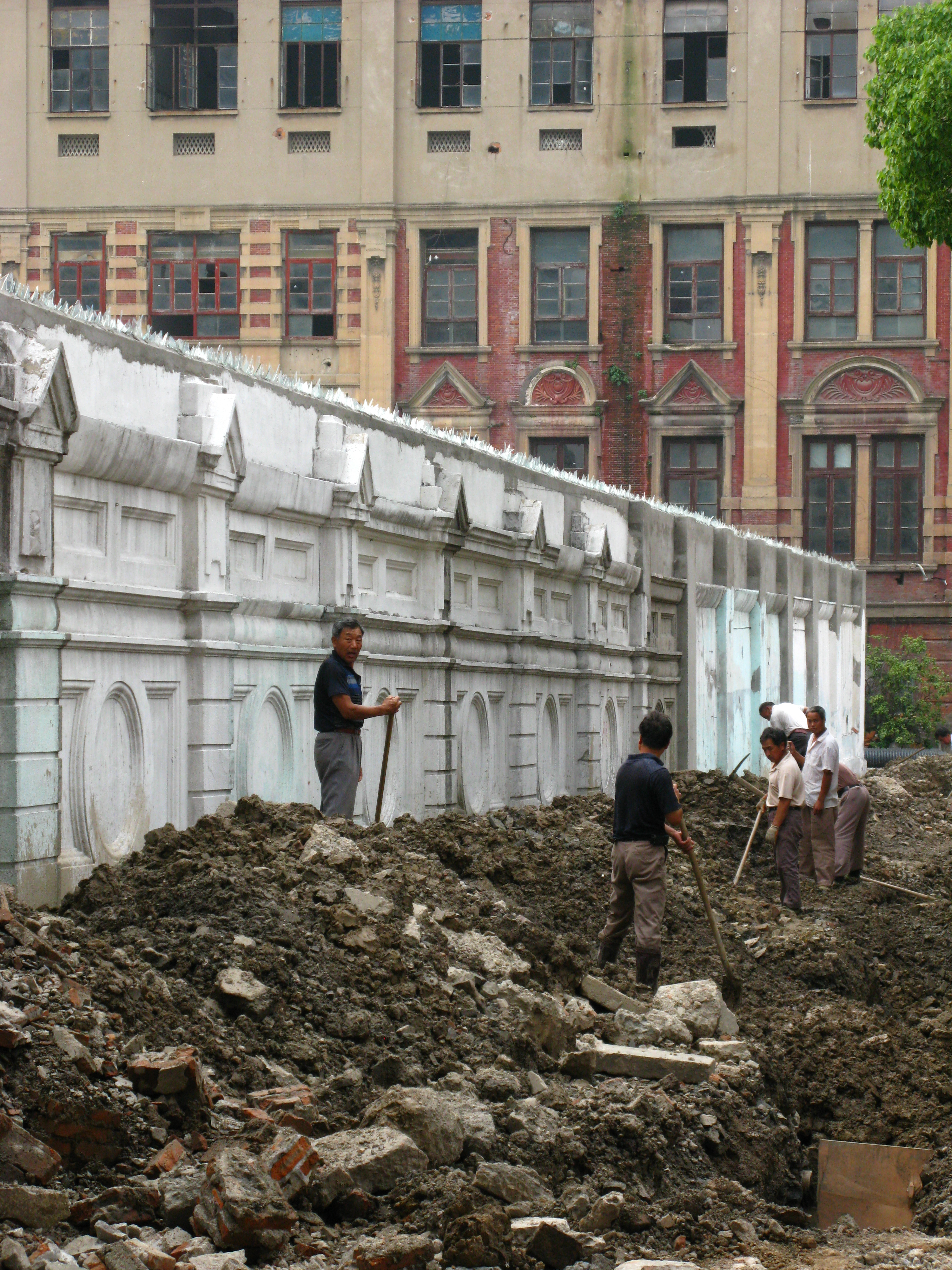
修缮工程期间，工人正在修补门楼与主楼之通道旁边的围墙

2010年前后，上海总商会旧址位处的苏河湾1、41、42街坊地块被纳入开发规划，由地产商华侨城集团竞得；华侨城集团决定在这个地区引进宝格丽品牌酒店，并把总商会旧址划入酒店区域，改建为酒店餐厅。因此，旧址在2010年开始进行修缮工作。华侨城集团起初邀请福斯特建筑事务所（一说为某一家德国设计公司）提出修缮总商会旧址的设计方案，但后来予以否决，改为采纳上海鼎创建筑设计有限公司的方案，并委任该公司总经理凌颖松为总商会旧址修缮项目的总设计师。修缮工程注重修旧如旧，尽力把旧址修复成最初落成时的样子，例如用显微镜来判断一面墙壁最初涂刷的颜色、沿用旧址遗下的装饰构件；同时也改善了建筑物的安全和实用性能，例如加固墙壁、提升机电等。此外，工程团队也把旧址的建筑元件数据制成了建筑信息模型。
2014年，上海总商会旧址列入上海市文物保护单位。修缮工程在2018年6月15日完成。

## 建筑特色及结构
上海总商会旧址由门楼、议事厅大楼（南楼）、陈列所大楼（北楼）三部分构成。

### 门楼

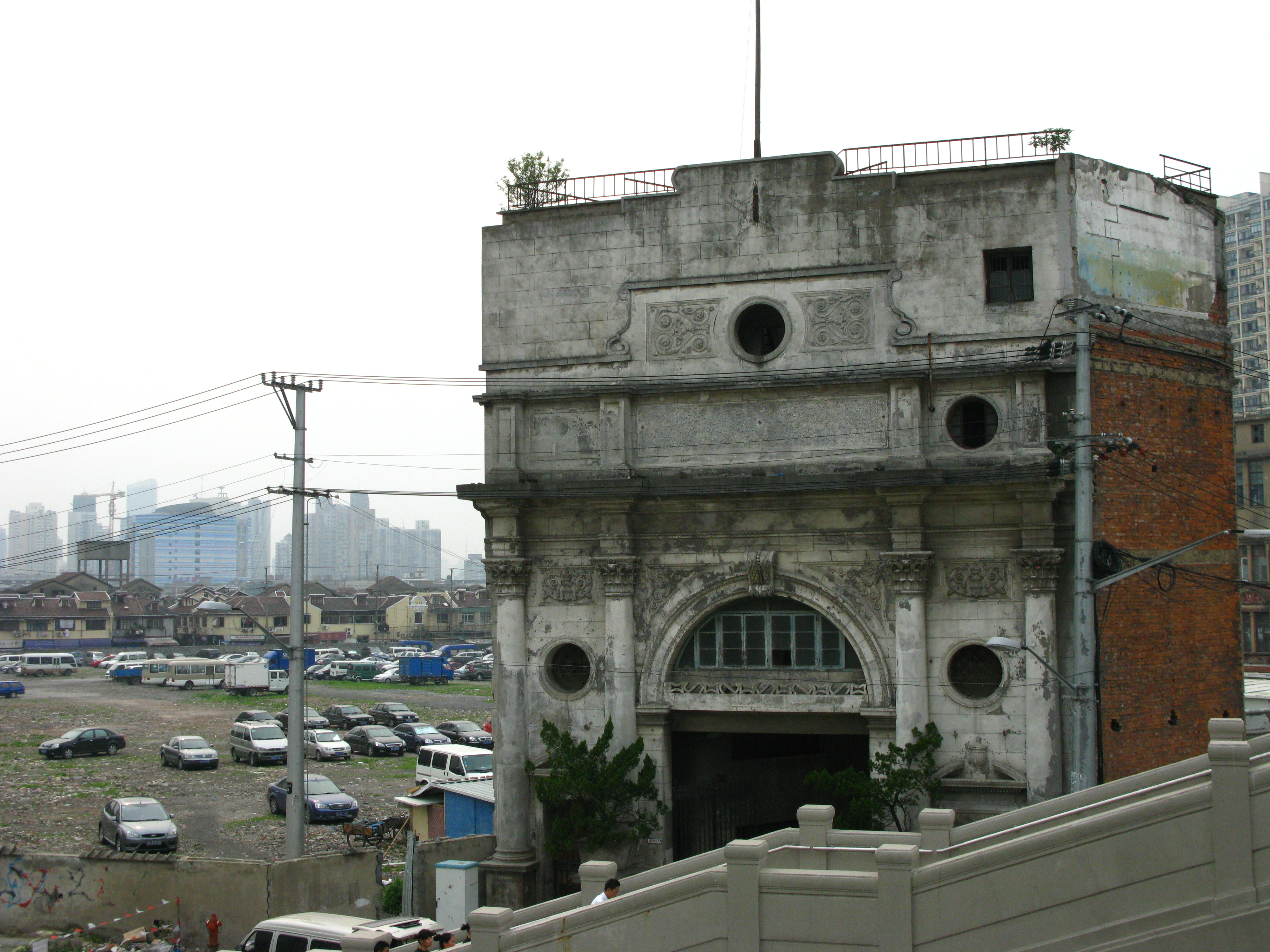
门楼外观

门楼（又称牌楼）为主樓的主入口，位于苏州河上河南路桥的西北拐弯处，是一座拱形建筑物，呈西洋风格，外形仿照古罗马凯旋门，结构为混合柱式。门楼上方树立商会会旗，并设有报时钟。一条约50米长的通道连接了门楼和议事厅大楼，通道旁有一面长约30米的围墙，围墙由水刷石围墙、清水红砖墙两段衔接的墙体组成。在议事厅大楼用作工厂时，门楼经历了多处改建和加建，内部分割出多个间隔，外墙上的“上海总商会”字样被移除，楼顶更加建了一层楼房。

### 议事厅大楼

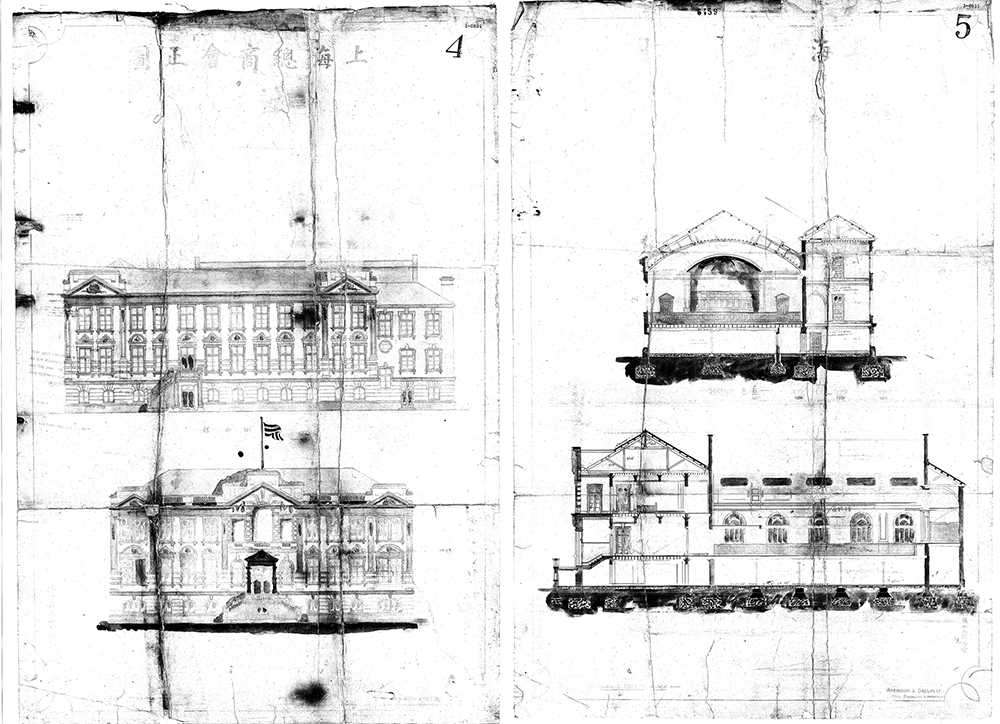
议事厅大楼的立面图和剖面图

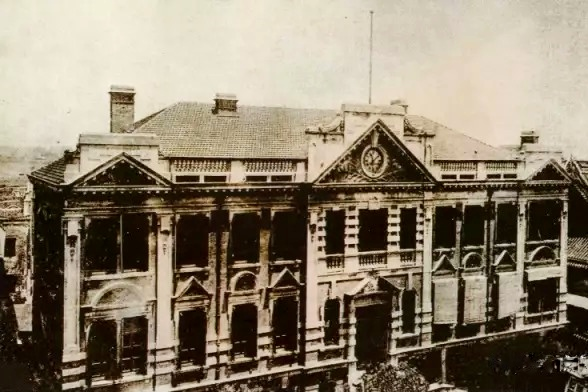
议事厅大楼俯视外观（1920年）

议事厅大楼（又称南楼）楼高三层，楼顶设有阳台。建筑立面对称，主立面以横三段划分。大楼为古典主义建筑，外墙的壁柱上有古典主义特色的装饰，而巴洛克建筑风格的装饰也可见于壁柱和门窗。大楼由上海电子元件研究所用作工厂期间被拆除部分屋顶，以加建第四层，加建的一层后来在修缮工程期间拆掉了，原先的山墙屋顶也得以重建。
大楼第一层设有车库、办公室、会议厅。其中，会议厅设有壁炉，冬天时可供生火取暖；厅内没有房梁，这种结构被称为“无梁厅”。
第二层主入口与地面之间有花岗岩大楼梯连接，层内设有前厅与大议事厅（又称为宴会厅）。前厅位于大议事厅前方，厅里的地坪上铺砌了彩色拼花马赛克地砖。大议事厅面积宽阔（一说容纳上百人，一说容纳八百多人），上盖为带有线脚（古典主义特色）和天窗的西式穹顶，墙壁上有纸筋石灰装饰物和木质门窗。厅内建有回马廊，环绕大议事厅的一半，回马廊一侧的墙上挂有纸筋石灰装饰物。
大楼第三层设有会议室。
大楼室外设有一座庭院，庭院内有一座碑亭，放置了纪念建造总商会大楼的碑记。

### 陈列所大楼
陈列所大楼（又称北楼）占地724平方米，楼高三层，总面积为1625平方米。大楼共分隔为18个展示不同货品的空间，例如美术部、饮食品部、农林园艺部、化学工业部、药品部、科学仪器部等。大楼内的部分墙壁挂有“表扬国产”、“精华荟萃”匾额。